# Shō Kinpuku
Shō Kinpuku (尚金福 (Thượng Kim Phúc)  1398－1453) là vị vua thứ năm của vương quốc Lưu Cầu. Ông tại vị từ năm 1449 đến năm 1453 và có thần hiệu là Quân Chí. Ông là con trai của vua Shō Hashi và là đệ của Shō Chū.
Năm 1451, Shō Kinpuku tiếp kiến nhà Minh và được nhận sắc phong. Trong thời gian tại vị, một người Trung Quốc tên là Hoài Cơ giữ vai trò nhiếp chính và đã cho xây một đường đê ở cảng Naha dài 1000 mét, tức Trường Hồng đê.
Năm 1453, Shō Kinpuku mất,  người con là Shiro và người em là Furi tranh đoạt vương vị, sử xưng "Chí Lỗ Bố Lý chi loạn". Hai bên bị tổn thất nghiêm trọng, thành Shuri bị tiêu hủy phần lớn. Sau đó dưới đề nghị của Kanamaru, Shō Taikyū, đệ của Bố Lý là người kế thừa vương vị.